# Патики Плосковські
Патики Плоськовські (рос. Патики Плосковские) — присілок Велізького району Смоленської області Росії. Входить до складу Печенковського сільського поселення.
Населення — 134 особи (2007 рік). 